# Palazzo della Prefettura (Potenza)
Il palazzo della Prefettura di Potenza è un edificio storico della città lucana, situato nel centro cittadino in Piazza Mario Pagano.

## Storia
Il palazzo del Governo e l'antistante piazza dedicata al martire della Repubblica Napoletana del 1799, Mario Pagano, sorgono nel centro storico di Potenza. Attualmente il palazzo si presenta molto mutato rispetto alle sue origini; in seguito al terremoto della notte tra il 16 e 17 dicembre 1857 il palazzo riportò gravi danni che ne determinarono l'inagibilità. Dopo i giorni del disastro, si avvia la ricostruzione del palazzo, iniziando a lavorare ininterrottamente, anche d'inverno. Nel 1860 il primo Prefetto della provincia della Basilicata si trasferì in questo stabile. All'interno del palazzo del Governo si trovano opere d'arte di celebri pittori quali Vincenzo Marinelli, Giuseppe Mona, Giacomo Di Chirico, Andrea Petroni, Cesare Colasuonno, Vincenzo la Creta.
Dopo la legge del 20 marzo 1865, con l'istituzione della Prefettura, si aggiunge nella medesima sede il nuovo organo elettivo della Provincia e, alla fine del secolo, la Giunta provinciale amministrativa e la Questura, che sostituiscono rispettivamente il Consiglio di Prefettura e l'ufficio di Pubblica sicurezza. Il tutto fu inaugurato dal presidente della Repubblica Sandro Pertini, il 23 novembre 1983.
Annessa al Palazzo Del Governo è situata la villa del Prefetto, ovvero il giardino del palazzo del governo. Tali giardini, che ospitano una rigogliosa vegetazione, sono stati realizzati nell'ottocento su delle terezze collegate tra di loro con delle scalinate.

## L'edificio
La villa, d'impianto novecentesco, si estende su di un terreno a forte pendenza, occupando una grande scarpata posta lungo il lato posteriore del Palazzo del Governo, in più tratti con andamento rettilineo o curvilineo.
Il palazzo del governo rivela i caratteri essenziali dell'architettura ottocentesca ispirata alla linearità delle forme, alla simmetria, alla razionalità, ma manifesta anche la mancanza di uno stile unitario, articolato intorno all'ingresso principale e alla scalinata a tenaglia: questo spazio funzionale, situato in posizione centrale, guida l'immediata individuazione dei percorsi ed accompagna all'evidente identificazione dell'ordine gerarchico degli ambienti.
Nella facciata, in particolare, s'intravede la volontà di proporre l'uso di elementi architettonici diversificati: i timpani sui balconi, le mensole e le cornici che s'integrano con le paraste che riquadrano l'ingresso principale formando un ordine gigante elevato su alti stilobati e concluso da una spessa trabeazione sulla quale poggia il lungo balcone del salone di rappresentanza.
Il prospetto tripartito, caratterizzato da un alto bugnato liscio con parti modellate di scarso rilievo, rispecchia tuttora (con la parte centrale avanzata e nella scansione delle aperture ai vari livelli) l'articolazione spaziale interna.

## L'orologio
In seguito al terremoto del 1980, l'orologio posto in alto si fermò alle 19:35.